# Réchicourt-la-Petite
Réchicourt-la-Petite település Franciaországban, Meurthe-et-Moselle megyében. Lakosainak száma 63 fő (2022. január 1.). Réchicourt-la-Petite Bezange-la-Petite, Arracourt, Bures, Coincourt, Juvrecourt és Xanrey községekkel határos.

## Népesség
A település népessége az elmúlt években az alábbi módon változott:
| Lakosok száma | 71   | 69   | 50   | 71   | 68   | 61   | 62   | 65   | 64   | 63   |
|               | 1968 | 1982 | 1990 | 2006 | 2013 | 2015 | 2017 | 2019 | 2020 | 2022 |